# Atletismo nos Jogos Pan-Americanos de 1955 - 3000 m com obstáculos masculino
A prova dos 3000 m com obstáculos masculino nos Jogos Pan-Americanos de 1955 foi realizada na Cidade do México, México.

## Medalhistas
| Ouro                     | Prata                   | Bronze                    |
| Guillermo Solá CHI Chile | Santiago Nova CHI Chile | Eligio Galicia MEX México |

## Resultados
| Posição           | Nome             | Nacionalidade | Tempo   | Notas |
| ----------------- | ---------------- | ------------- | ------- | ----- |
| Medalha de ouro   | Guillermo Solá   | CHI Chile     | 9:46.8  |       |
| Medalha de prata  | Santiago Nova    | CHI Chile     | 9:50.4  |       |
| Medalha de bronze | Eligio Galicia   | MEX México    | 9:54.2  |       |
| 4                 | Edgar Mitt       | BRA Brasil    | 10:04.6 |       |
| 5                 | Lucíano Gómez    | MEX México    | 10:14.0 |       |
| 6                 | Ezequiel García  | MEX México    | 10:27.2 |       |
| 7                 | Víctorio Solares | GUA Guatemala | N/A     |       |